# Hofenstetten
Hofenstetten ist ein Ortsteil der Stadt Neunburg vorm Wald im Landkreis Schwandorf in Bayern.

## Geographie
Hofenstetten liegt circa zehn Kilometer westlich von Neunburg vorm Wald im Oberpfälzer Seenland.

## Geschichte
Der Name Hofenstetten (auch: Hauenstetten) deutet auf eine Hofstatt, ein Gut von der Größe einer Viertel-Hube, oder auch auf den Hof eines Haffo oder Hohfried hin.
1326 wurde Hofenstetten erstmals urkundlich erwähnt. Es gehörte 1593 und 1615 zum Amt Neunburg. Am westlichen Ortsausgang von Hofenstetten befand sich der Galgenacker und der Mühlacker.
Die frühere Engelmühle in der Nähe von Hofenstetten wurde vom Engelbach – heute Brennergraben – betrieben.
Am 23. März 1913 gehörte Hofenstetten zur Expositur Fuhrn der Pfarrei Kemnath bei Fuhrn, bestand aus 21 Häusern und zählte 117 Einwohner.
Am 31. Dezember 1990 hatte Hofenstetten 128 Einwohner und gehörte zur Expositur Fuhrn der Pfarrei Kemnath bei Fuhrn.

## Kultur und Sehenswürdigkeiten

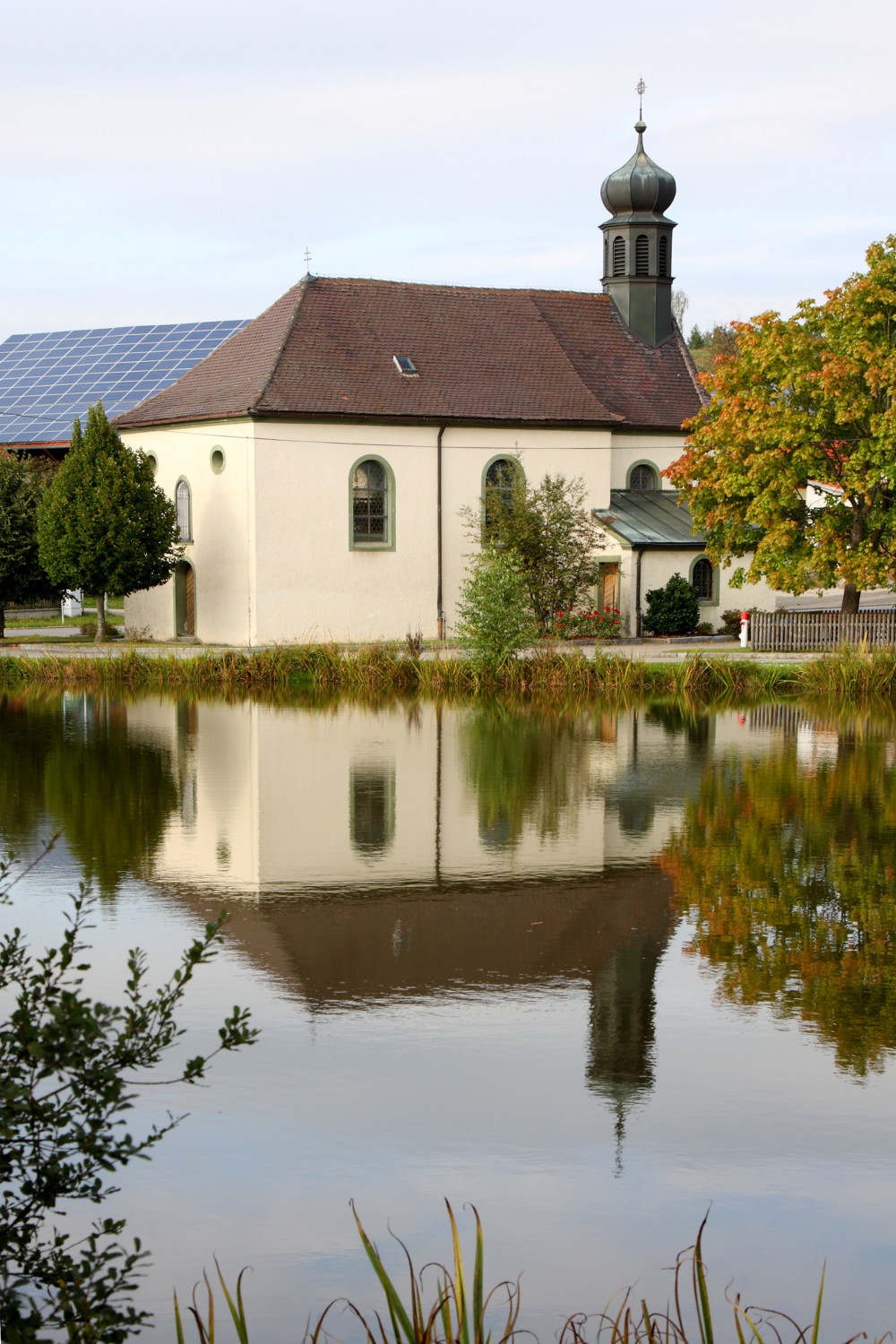
St. Sebastian (2012)

Die Kirche St. Sebastian wurde 1724 bis 1728 erbaut. An der Empore befindet sich ein Holzrelief aus der Zeit um 1550, das eine Madonna mit zwei Putten darstellt.
Während der Pestzeit um 1667 wurde von Neunburg aus eine Wallfahrt zu dieser Kirche unternommen. Im Medaillon auf dem Hauptaltar wurde eine Einwohnerin Hofenstettns abgebildet.
An der Straße nach Fuhrn befindet sich eine Feldkapelle mit Madonnenbild.
Siehe auch: Liste der Baudenkmäler in Neunburg vorm Wald, Abschnitt Hofenstetten

## Tourismus und Spitzengastronomie
Das Oberpfälzer Seenland, inmitten dessen Hofenstetten liegt, bietet viele Möglichkeiten zur Freizeitgestaltung, wie Wandern, Nordic-Walking, Mountainbiken, Schwimmen, Tauchen, Segeln, Surfen, Camping usw.
In Hofenstetten befindet sich das 5-Sterne-Superior Resort Landhotel Birkenhof, das mit seinem mit zwei Michelin-Sternen prämierten Restaurant „Obendorfers Eisvogel“ und einem großen Spa- und Wellnessbereich einen wichtigen Gastgeber in der Region Neunburg vorm Wald darstellt.

## Persönlichkeiten

### In Hofenstetten wirkende Persönlichkeiten
- Hubert Obendorfer (* 1965), Koch und Hotelier, 2020 mit zwei Michelin-Sternen ausgezeichnet